# Fire and Ice (Beverly Hills, 90210)
Fire and Ice is de negentiende aflevering van het tweede seizoen van het tienerdrama Beverly Hills, 90210, die voor het eerst werd uitgezonden op 9 januari 1992.

## Verhaal
Na een ijshockeywedstrijd ontmoet Brandon de aanstormende kunstschaatsster Tricia. De aantrekkelijke Tricia en Brandon worden verliefd op elkaar. Dit bevalt Tricia's coach niet, aangezien Brandon haar afleidt van haar training.
Brenda wordt ondertussen de protegee van de eigenares van een chique winkel. Ze ziet haar baas als voorbeeld en groeit, net zoals haar, uit tot een kille verkoopster die er alles aan doet producten te verkopen. Wanneer ze echter een belangrijke klant van Brenda steelt en met de eer en commissie strijkt, besluit Brenda met hulp van haar moeder haar baas terug te pakken.

## Rolverdeling
- Jason Priestley - Brandon Walsh
- Shannen Doherty - Brenda Walsh
- Jennie Garth - Kelly Taylor
- Ian Ziering - Steve Sanders
- Gabrielle Carteris - Andrea Zuckerman
- Luke Perry - Dylan McKay
- Brian Austin Green - David Silver
- Tori Spelling - Donna Martin
- Carol Potter - Cindy Walsh
- James Eckhouse - Jim Walsh
- Gabrielle Anwar - Tricia Kinney
- Ronald Guttman - Mr. Kluklinski
- Rebecca Staab - Deidre